# Várkiza
Várkiza, en grec moderne : Βάρκιζα, est une localité côtière de la banlieue sud d'Athènes, dans la région de l'Attique, en Grèce. Elle est située à 19 km au sud du centre d'Athènes, à l'extrémité sud du complexe urbain d'Athènes. Elle est reliée à Athènes par les avenues Vouliagménis (el) et Poseidónos (el). En 1968, elle est rebaptisée Alíantho (Αλίανθο), un nom qui n'a pas été conservé au fil des ans.
Várkiza, construite sur la côte du golfe Saronique, est une station touristique réputée, avec des zones buissonnantes et rocheuses, et aussi de nombreux pins.